# بابونه بوشهری
بابونه بوشهری (نام علمی: Anthemis bushehrica) نام یک گونه از سرده بابونه است.